# Aardbeiguave
De aardbeiguave (Psidium cattleianum, synoniem: Psidium littorale) is een plant uit de mirtefamilie (Myrtaceae). Het is een verwant van de guave (Psidium guajava).
Het is een groenblijvende struik of een meestal tot 6 m of zelden tot 12 m hoge (Psidium cattleianum var. lucidum), groenblijvende boom met een gladde, bruine stam. De bladstelen zijn 1 cm lang. De tegenoverstaande bladeren zijn gaafrandig, ovaal, afgerond toegespitst, leerachtig, van boven glanzend donkergroen, aan de onderkant dof lichtgroen en 3-12 × 2-6 cm groot. De 1,5-6 cm brede, witte bloemen groeien met één tot drie stuks in de bladoksels. Ze zijn geurig en hebben vele, tot 2 cm lange meeldraden.
De ronde of eivormige, 2-5 cm lange vruchten rijpen van groen naar donkerrood, paarsrood of zelden citroengeel (Psidium cattleianum var. lucidum). De vrucht draagt een ring van vier of vijf kelkbladen die tot 4 mm lang zijn. De schil is glad en glanzend. Het vruchtvlees is sappig, glazig wittig, roodachtig of geelachtig (Psidium cattleianum var. lucidum) van kleur en smaakt aromatisch zoetzuur naar aardbeien. De smaak wordt meestal meer gewaardeerd dan die van de gewone guave. De vruchten bevatten vele, harde, circa 2,5 mm lange, geelbruine zaden.
De vruchten kunnen uit de hand worden gegeten of worden verwerkt tot vruchtensap, taartvulling, compote, marmelade, jam of consumptie-ijs.
De aardbeiguave komt van nature voor in het oosten van Brazilië en wordt veel gekweekt in de tropen van de Nieuwe Wereld. Ook kan de soort worden aangetroffen in Afrika, Zuid- en Zuidoost-Azië en op sommige eilanden in de Grote Oceaan zoals Hawaï, waar de plant zich als een invasieve soort gedraagt.

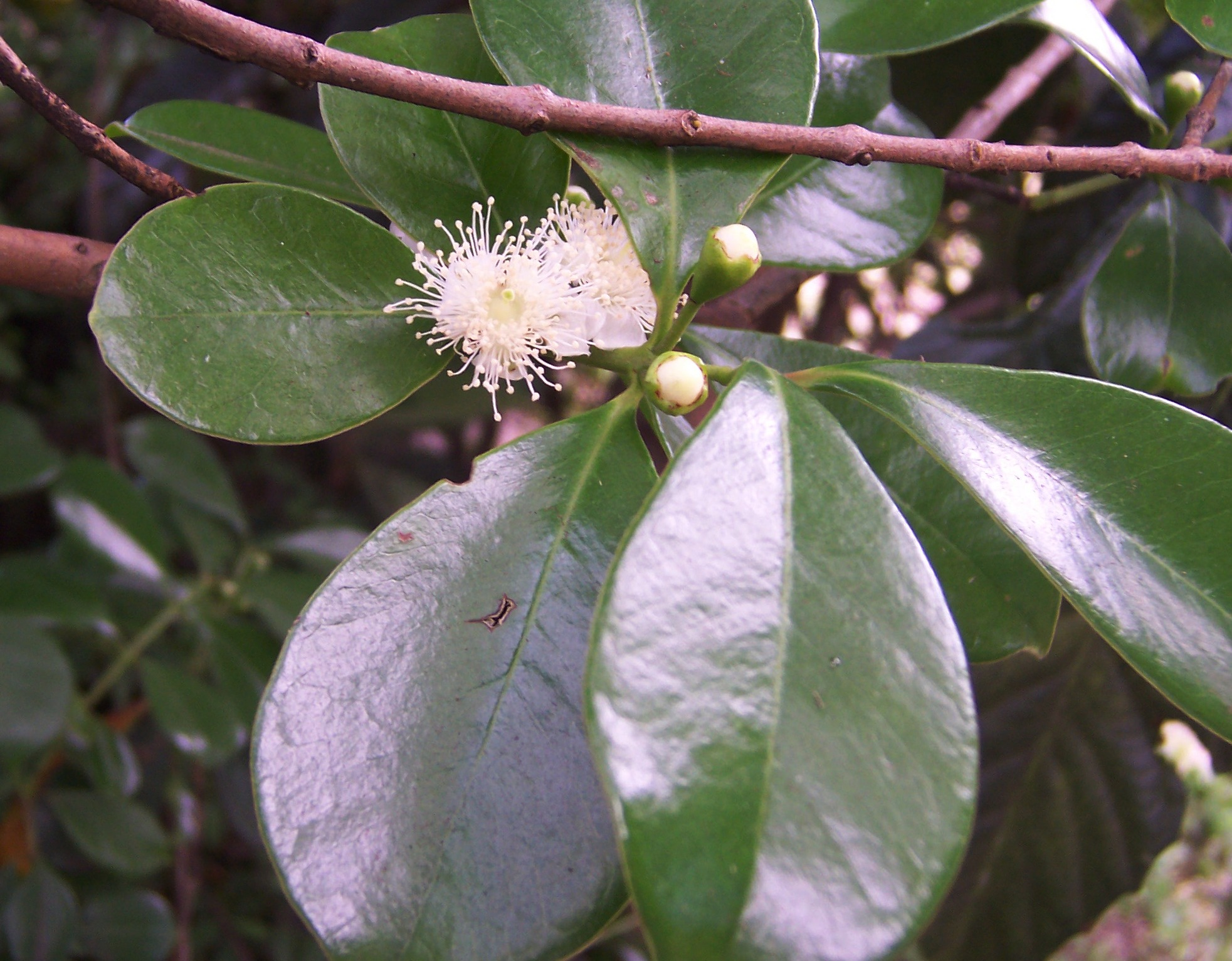
Bloemen
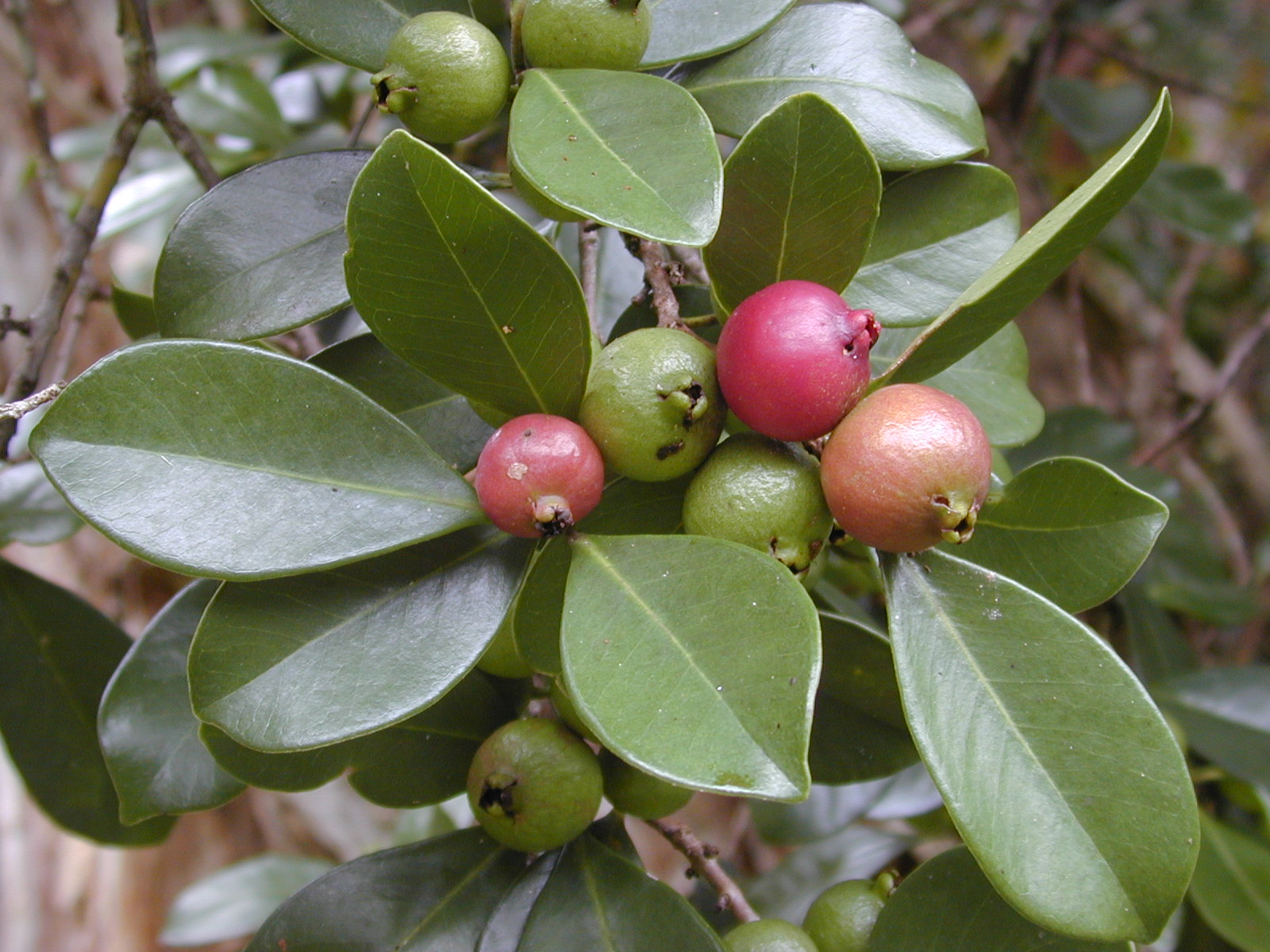
Vruchten
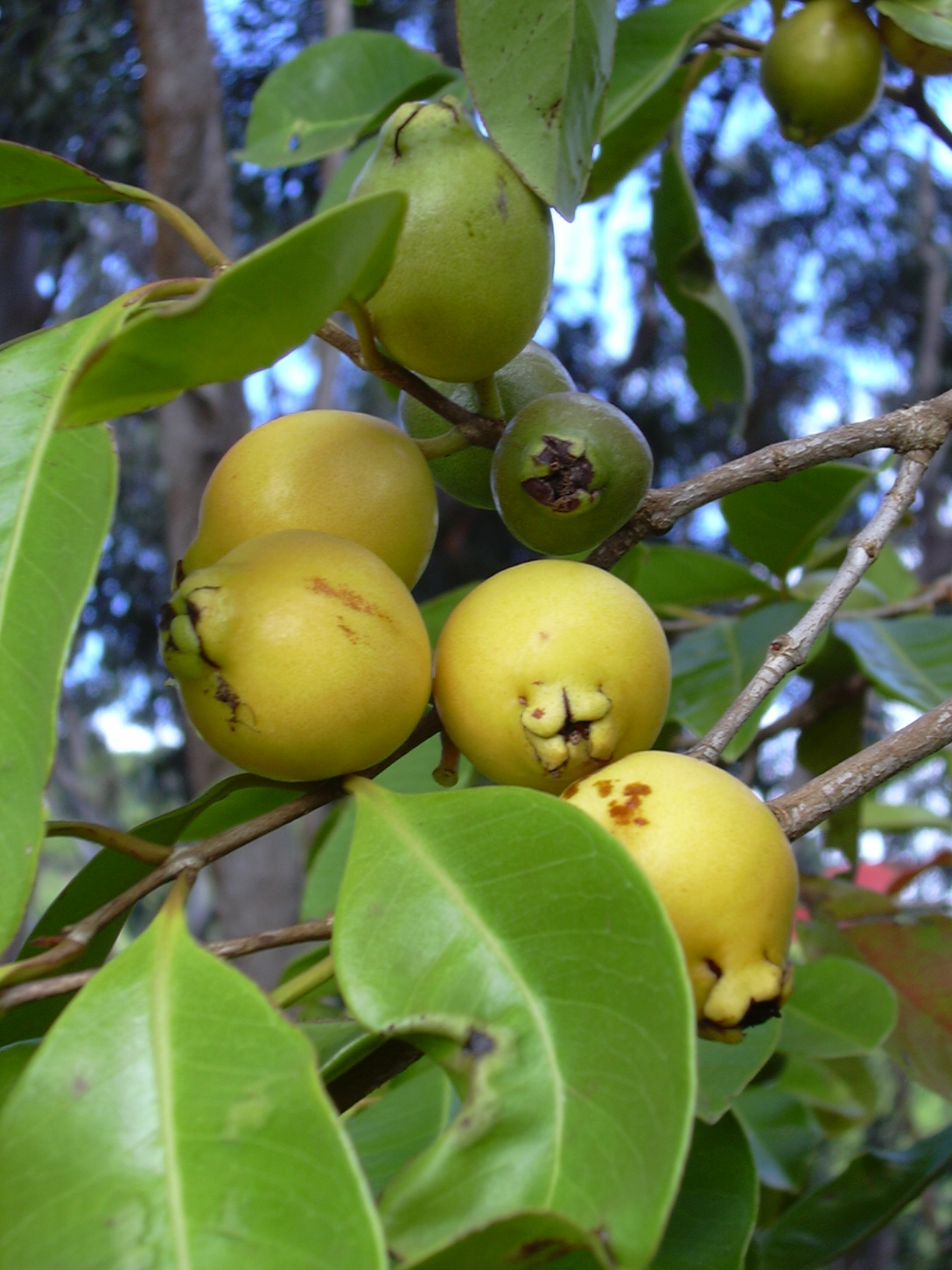
Vruchten van Psidium cattleianum var. lucidum